# Dele
| Dele                | Dele |
| ------------------- | --- |
| 장르                | 일본 드라마, 미스터리 |
| 각본                | 혼다 타카요시(本多 孝好) 카네시로 카즈키(金城 一紀) 타키모토 토모유키(瀧本 智行) 타케시 아오시마(青島 武) 와타나베 유스케 (渡辺 雄介) 토쿠나가 토미히코(徳永富彦) |
| 음악                | 이와사키 타이세이(岩崎 太整) DJ MITSU THE BEATS |
| GP(제네럴 프로듀서) | 쿠로다 테츠야(黒田 徹也) |
| 프로듀서            | 야마다 켄지(山田 兼司) 오타 마사하루(太田 雅晴) |
| 감독                | 츠네히로 죠타(常廣丈太) 타키모토 토모유키(瀧本 智行) |
| 촬영                | 이마무라 케이스케(今村 圭佑) 사카키 나오키(榊原 直記) |
| 제작 협력           | ５年Ｄ組 |
| 제작사              | TV asahi |

《dele》. 혼다 타카요시에 의한 일본의 소설, 또는 텔레비전 드라마이다.
제목 'dele'는 delete라는 영어에서 온 것으로 '(쓰거나 인쇄한 것을) 삭제하다'라는 의미를 가진다. 컴퓨터에서 Delete키는 Backspace와 유사한 기능이지만 문자를 지울 때는 그와 반대방향이고, 또는 문서 파일 등을 지울 때 '삭제'기능을 한다.
작품 속에서 주인공 사카가미 케이시(야마다 타카유키)랑 마시바 유타로(스다 마사키)가 하는 컴퓨터나 스마트폰에 남겨진 디지털유품을 의뢰인의 의뢰 내용에 따라 말소시키는 해결사(심부름센터) 일을 의미하며, 각 화의 마지막 엔딩 장면은 디지털 유품을 지우기 전에 뜨는 안내창 'delete? [Yes/No]'다.
원작 소설과 드라마는 캐릭터는 동일하지만 각각 다른 내용의 이야기를 담고 있다.

## 소설
2016년 12월호부터 그 다음 해인 4월호까지 '小説 野性時代(소설 야성시대)'에 연재된 연작 소설이다. 2017년 6월 29일에 단행본이 출간되었고, 이때 이미 영상화 예정이라고 공지되어 이미지 영상도 만들어졌다.
2017년 12월호에서 2018년 3월호까지 "dele2"가 연재되기도 했다.
2018년 5월 25일 드라마 제작 발표 날짜에 맞춰 단행본이 아닌 시리즈 "dele"의 1권을 출간한다. 이어서 2018년 6월 15일에 "dele2"를 출간, 2018년 12월호에서 2019년 3월호까지 "dele3"를 연재하였고, 2019년 6월 14일에 "dele3" 출간했다.(여기서 시리즈는 드라마의 순서와 전개와 유사하다고 한다)
한국어 번역판은 2021년에 "디리 1" "디리 2"가 동시 출간되었다.
- dele(단행본): ISBN-13 : 978-4041049037

- dele(시리즈): ISBN-13 : 978-4041068052
- 디리 1(단행본. 한국어 번역판): ISBN-13 : 9788952242884

- dele2(시리즈): ISBN-13 : 978-4041068069
- 디리 2(단행본. 한국어 번역판): ISBN-13 : 9788952242891

- dele3(시리즈): ISBN-13: 978-4041080429

## 소재
작가 혼다 타카요시의 "최근 '디지털 유품'은 뉴스에서도 다루어질 정도로 사람의 죽음과 뗄 수 없는 존재가 되었다. 개인적으로 앞으로 죽음을 앞둔 사람이 '무엇을 남기고 싶은 것인가'가 아니라 '무엇을 지우고 싶은가'로 그 사람이 살아온 인생이 보이지 않을까 생각한다"는 생각에서부터 시작된 소재이다.
작품 속 주인공들이 하는 일은 현재 사회에서 새로 만들어지고 있는 직업인 '디지털 장의사'의 일과 유사하다. 디지털 장의사란 한국에서는 아직 사회적 기반이 잘 닦이지 않은 상태이지만, 미국의 경우 대표적인 온라인 상조회사로 라이프인슈어드닷컴이 있다. 하는 일은 주로 세상을 떠난 사람들이 생전에 인터넷에 남긴 흔적인 '디지털 유품'을 청소하는 일을 해준다.
하지만 기존의 디지털 장의사들은 온라인 정보를 없애주는 것이지 작품 속 주인공들처럼 개인의 매체에 저장되어 있는 정보를 지워주지는 않는다. 이 점에서 기존의 '디지털 장의사'와 다른 주인공들의 특징을 알 수 있다.

## 개요
"PAGE-TURNER"라는 회사에서 카도카와(주식회사 KADOKAWA)와 손잡고, 작가랑 영상매체를 잇는 일을 하고 있던 카네시로 카즈키가 학창 시절 자신의 친구이자 작가인 혼다 타카요시와 함께 기획한 드라마이다.
<한밤 중의 오분 전>,<at home>을 잇달아 영화화한 베스트셀러 작가 혼다 타카요시가 최초로 완전 오리지널 드라마 원안가 각본에 도전한 첫 작품이다.
일본 TV아사히에서 2018년 7월 27일부터 2018년 9월 14일까지 방영했으며 매주 금요일, 총 8부작으로 구성되어있다.

## 의뢰
dele.LIFE이 고객들에게 의뢰받는 내용은 주로 의뢰인이 죽은 뒤, 누구에게도 보여주고 싶지 않은 데이터를 의뢰인의 디지털 디바이스(주로 PC,스마트폰, 태블릿 등)에서 삭제해주는 것이다. 하지만 몇 몇의 화에서는 이것과 많이 다르거나 조금 변형된 모습으로 의뢰가 들어오는 경우도 있다.
- 의뢰 이행 방법

1. 의뢰인은 케이시가 만든 애플리케이션을 설치한다.
2. 애플리케이션은 디바이스에서 회사 서버와 신호를 주고 받는다.
3. 의뢰인이 지정한 시간 이상 디바이스가 조작되지 않은 경우, 서버가 반응해서 모구라(일본어로 두더지, 케이시가 의뢰를 이용하기 위해 쓰는 노트북)에게 신호가 온다.
4. 신호가 오면 의뢰인의 사망 사실을 확인한다.
5. 확인 후 지정된 데이터를 삭제한다.

의뢰인이 죽은 후 이행되는 의뢰에 대한 신용 보증을 사카가미 법률 사무소에서 한다.
사망 확인은 전화나 직접 방문 등을 통해 주변인에게도 의뢰가 알려지지 않게 비밀스럽게 이루어진다. 이 과정은 주로 유타로가 맡으며 가장 많은 예시는 가상의 신분을 제시하며 간접적으로 떠보는 형식을 취하는 경우다.
- 계약 시 의뢰인에게 요구하는 정보

-성명, 생년월일, 주소, 핸드폰 번호나 긴급 연락처
-임시적으로 직장도 써 놓는 경우가 있다.
| 회차       | 의뢰내용 | 의뢰 이행 조건 (사망확인 신호)                  |
| ---------- | --- | ----------------------------------------------- |
| 제 1화     | PC에서 폴더를 삭제                                                                                             | 스마트폰이나 PC가 36시간 조작되지 않았을 경우   |
| 제 2화     | 스마트폰 데이터 전부 삭제                                                                                      | 48시간동안 핸드폰이 조작되지 않았을 경우        |
| 제 3화     | 사후 PC 데이터를 삭제, 그러면서 그 데이터를 복사하여 장미꽃과 함께 '에스미 사치코'라는 같은 동네 여성에게 전달 | 정확히 알 수 없음.(드라마에서 생략)             |
| 제 4화     | 이미지 파일 데이터 삭제                                                                                        | 정확히 알 수 없음.(드라마에서 생략)             |
| 제 5화     | 데이터 삭제 | 72시간 PC가 조작되지 않았을 경우                |
| 제 6화     | 딸의 노트북 패스워드를 풀어달라                                                                                | 없음.                                           |
| 제 7화     | 업로드한 해당 파일을 삭제                                                                                      | 네트워크 차단 후 액세스 없이 48시간 경과한 경우 |
| 제 8화(完) | 데이터 삭제 | 24시간 PC가 조작되지 않았을 경우                |

## 주요 등장인물[5]
주요 등장인물은 사카가미 케이시(야마다 타카유키)와 마시바 유우타로(스다 마사키),사카가미 마이(아소 쿠미코)이다.
- 사카가미 케이시(33)

프리랜서 프로그래머. 원인 불명의 난치병으로 하반신 마비가 진행되어 휠체어 위에서 생활한다. 부친(父親)이 설립한 '사카가미 법률 사무소'와 제휴를 맺고 의뢰인의 사후에 남겨진 데이터를 기밀로 지우는 일을 하는 회사인 "dele.LIFE"를 운영하고 있다. 성격은 완고하고 프라이드가 높으며 타인과의 사교에 경계심이 많다..
- 마시바 유타로(25)

프리랜서 해결사(무엇이든 해주는 사람). 우연히 , 사카가미 케이시의 일을 돕게 된…. 사무실에서 나오지 않는 케이시 대신 의뢰인의 사망 여부를 확인하는 등의 발로 뛰는 업무를 맡는다. 성격은 솔직하고 상냥하며 순진한 부분도 많다. 모두에게나 쉽게 호감을 얻지만, 자기 자신의 이야기를 듣는 것은 꺼린다. 평소의 모습에서는 상상 할 수 없는 과거를 가지고 있다.
- 사카가미 마이(37)

사카가미 케이시의 누나.유능한 변호사로 부친인 설립한 '사카가미 법률 사무소'를 이어받아 운영하고 있다. 케이시가 운영하는 회사인 "dele.LIFE"의 신용 보증을 담당하고 있을 뿐만 아니라 재정 지원 및 고객 소개도 도와주고 있다. 성격은 여장부 같이 시원시원한 성격. 자신의 동생 케이시를 '극단적(중용을 잃고 한쪽으로 크게 치우치는. 또는 그런 것, 표준국어대사전) 생각에 빠져있는 아이'라고 생각하며 케이시에게 아직 보지 못한 넓은 세계가 있다는 것을 가르쳐 주고 싶어 한다.

## 각 화별 등장인물

### 제1화 당신이 죽은 후、보여 지고 싶지 않은 데이터 은밀하게 삭제하겠습니다.
- 의뢰인: 야스오카 하루오(주간지 심층 기자)- 혼다 쇼이치(本多章一)
- 카타야마 카오루（경시청 성남 경찰서 회계과 사무 직원） - 에구치 노리코(江口のりこ)
- 마키노 히토시（경시청 성남 경찰서 형사부 조직범죄 대책과 경사） - 랩퍼(般若)
- 야스오카 유계（야스오카 하루오의 아내） - 아카마 마리코(赤間麻里子)
- 야스오카 순（야스오카 유계의 아들） - 카와구치 와쿠(川口和空)
- 고이케 이사오（경시청 성남 경찰서 형사부 조직범죄 대책과 경부보） - 유에 타케유키(湯江タケユキ)
- 우츠미 타다히코（경시청 성남 경찰서 형사부 조직범죄 대책과 경사） - 타카하시 료헤이(高橋良平)[12]
- 미우라 코우스케 （경시청 성남 경찰서 형사부 조직범죄 대책과 경사） - 후지와라 토모유키(藤原智之)
- 검찰 - 이와타 토모유키(岩田知幸)
- 판사 - 타나카 케이조(田中啓三)
- 방청객 - 하나토 코스케(花戸祐介)
- 형사 - 아베 켄이치(安部賢一)
- 소년 - 사토 레오(佐藤令旺)

### 제2화 죽어도 지우지 말아줘. 다잉 메시지의 진상과 그녀의 비밀
- 의뢰인: 미야 시오리(걸즈 바 “GAFF”점원 겸 걸즈 밴드 “The Mints”멤버)- 코무아이(コムアイ) 수요일 캄파넬라)
- 하루타 사야카（걸즈 바「GAFF」점원 겸 걸즈 밴드 「The Mints」의 보컬） - 이시바시 시즈카(石橋静河)
- 미야우치 야스코（시오리의 어머니, 미야우치의 부인） - 츠즈사와 쿄코(辻沢杏子)
- 안나（걸즈 바「GAFF」점원 겸 걸즈 밴드 「The Mints」의 멤버） - 나츠코(夏子)
- 히카루（걸즈 바「GAFF」점원 겸 걸즈 밴드 「The Mints」의 멤버） - 카다야마 유우키(片山友希)
- 걸즈 바「GAFF」손님 - 노무라슈 우이치(野村修一)、타이이츠 (太一)、카미야 료타(神谷亮太)
- 아파트 관리인 - 나이토 토모야(内藤トモヤ)
- 시오리의 아파트 이웃 - 요네자와 시오리(米澤史織)
- 미야우치 쇼지（시오리의 아버지・도쿄 필 하모니 지휘자） - 나카무라 이쿠지(中村育二)

### 제3화 장미가 연결한 미해결사건...28년 도망쳐온 남자와 계속 지켜보아진(의역) 여자
- 의뢰인: 우라마 후미오 (미나토 사진관 주인 공안 에스)-다카하시 겐이치로(高橋源一郎)
- 에스미 사치코（갈매기 이발소 주인） - 요 키미코(余貴美子)
- 고토 스구루（43년 전 과격파 조직의 구성원） - 요시미 마사키(吉見征樹)（21살：코하시 켄지(小橋賢児)）
- 하마구치（미나토 마치 상점가 진흥 조합 조합장） - 쿠보 아키라(久保晶)
- 이발사의 부부 - 모리야마 요네츠구(森山米次)、마츠모토 미키(松本海希)
- 야마토 조사회 케이힌 지사 직원 - 토모요리(友寄)
- 공안 - 카미야 켄이치(上谷建一)、이타이 켄지(板井健二)、아라하리 코사쿠(荒張幸作)、이소베 슈이치(磯部修一)

### 제4화 망가진 그림이 맺어 준 25년 전의 실종 사건! 초능력소년이 숨긴 진실
- 의뢰인: 히구라시 나카유지(원래 천재 초능력 소년) - 노다 요지로(野田洋次郎)(RADWIMPS)
- 마츠이 미카（히구라시의 마지막 의뢰인 마츠이와 쿄코의 딸） - 마츠모토 와카나(松本若菜)10살 ：키쿠치 마이(菊地麻衣)）
- 히구라시 케이코（히구라시 고모） - 엔죠지 아야(円城寺あや)
- 카마타 나오키（방송국의 전무 이사） - 사토 코조(佐藤貢三)
- 무네자와 부동산 직원 - 스와 타로(諏訪太朗)
- 마츠이 쿄코（마츠이의 아내・25년 전에 실종） - 코이데 나오(小出奈央)
- 형사 - 미야카와 히로아키(宮川浩明)、마츠이 쿄코(松井ショウキ)
- 마스터 - 우치노 토모(内野智)
- 화장터 직원 - 토지 타카오(ト字たかお)
- 방송국 사원 - 사노 모토야(佐野元哉)
- 가와구치（방송국 안내데스크 담당） - 야시로 미나세(八代みなせ)
- 마츠이 사라（미카의 딸・보육원생） - 오치이 미유코((落井実結子)
- 리포터 - 와다 료타(和田亮太)
- 마츠이 시게하루（정년퇴직자, 히구라시의 마지막 의뢰인） - 야자마 켄이치(矢島健一)

### 제5화 약혼자의 다른 얼굴...의식불명의 의뢰자가 숨기는 비밀과 2명의 과거
- 의뢰인: 아마리 사토시 (AGEHA SPORTS 사원) - 아사히나 히데키(朝比奈秀樹)
- 쿠스노세 유리코（사토시의 소꿉친구） - 하시모토 아이(橋本愛)
- 미야타 쇼（사토시의 친구 ） - 와타나베 다이치(渡辺大知)（黒猫チェルシー）
- 사토시의 엄마 - 사토 나오코(佐藤直子)
- 아다치구립(立) 키타세 초등학교 교사 - 나가시마 카즈아키(永島和明)
- 바텐더 - 아사히 카나(朝日花奈)
- 사와타리 아키나（케이지의 전 여자친구） - 시바사키 코우(柴咲コウ)

### 제6화 설원에 파묻힌 미소녀의 시체~삭제된 비밀일기
- 의뢰인1:이시모리 미호(준코의 어머니, 이시모리의 아내) - 키리시마 레이카(霧島れいか)
- 의뢰인2:이시모리 슌이치( 준코의 아버지) - 요코타 에이지(横田栄司)
- 이시모리 쥰코（에이쇼대학 부속 중학교 3학년 C반 학생・반년 전에 자살） - 야마다 아이나(山田愛奈)
- 오가와 유우나（에이쇼대학 부속 중학교 3학년 C반 학생・쥰코의 친구） - 나카타 세이나(中田青渚)
- 히로세（사람의 악몽을 먹는 맥） - 히라하라 테츠(平原テツ)
- 타나베 슌이치（에이쇼대학 부속 중학교 3학년 C반 학생・쥰코의 친구） - 타카하시 후우토(高橋楓翔)
- 토노무라 토모유키（에이쇼대학 부속 중학교 3학년 C반 학생・쥰코의 친구） - 오노데라 아키라(小野寺晃良)
- 세키네 마미（에이쇼대학 부속 중학교 3학년 C반 학생・왕따 피해자） - 와타나베 리온(渡邊璃音)
- 마나베 시즈카（에이쇼대학 부속 중학교 3학년 C반 학생・쥰코의 친구） - 우노루 리카(羽野瑠華)
- 모리오카（히키코모리 소년） - 요코야마 코우타(横山幸汰)
- 와키타（준코의 시체를 발견한 경찰） - 미츠히라 타카히로(光平崇弘)
- 와타나베（에이쇼대학 부속 중학교 3학년 C반 교사） - 마토바 츠카사(的場司)

### 제7화 사형수의 고백-범인은 그 거리에 있다 ~ 미궁뿐인 무차별 살인
- 의뢰인: 사사모토 타카시(사사모토 세이이치의 아들) - 니시가야 호즈미(西ヶ谷帆澄)
- 사사모토 세이이치（사형수） - 츠카모토 신야(塚本晋也)
- 우에노 켄토 （양식점「Bistro ・ Premier」주인） - Mummy-D
- 와다 유지（와다상점 주인） - 오카베 타카시(岡部たかし)
- 우에노 나루미（우에노의 아네） - 하라다 카나(原田佳奈)
- 미야가와 아카네（미야가와의 딸） - 니무라 사와(仁村紗和)
- 미야가와 신지로（카와모토시 시의회 의원） - 치바 테츠야(千葉哲也)
- 우에노 미나코（켄토의 어머니・치매） - 요시무라 지츠코(吉村実子)
- 에바 유우지（마약 판매원・8년 전 독극물 사건으로 사망) - 나카무라 겐키(中村元気)
- 나카야마 츠요시（토목회사 사장・8년 전 독극물 사건으로 사망） - 타사키 토시미(田崎トシミ)
- 와다 히로미（와다의 어머니・8년 전 독극물 사건으로 사망） - 히시누마 츠루코(菱沼つる子)
- 후쿠야마 와카나（아동복지시설「스기나미 인연의 나무」시설장） - 키타우라 아유(北浦愛)
- 아동복지시설「스기나미 인연의 나무」직원 - 나카노 츠요시(中野剛)
- 우에노 유키코（켄토와 나루미의 딸・8년 전 독극물 사건으로 사망） - 코부키 나나오(小吹奈合緒)

### 제8화 2명의 비밀과 최후의 일거리~기록은 지워도 기억은 지울 수 없어.
- 의뢰인: 타츠미 히토시(변호사) - 오오츠카 아키오(大塚明夫)
- 나카무라 타케시（민사당 중의원 의원） - 마로 아카지(麿赤児)
- 타츠미 히토시（변호사） - 오오츠카 아키오(大塚明夫)
- 아카기 유야（나카무라의 측근） - 오오니시 타케시(大西武志)
- 타츠미 요이치（타츠미의 아들） - 오오츠카 히로타(大塚ヒロタ)
- 하라다（형사） - 노조에 요시히로(野添義弘)
- 마시바 카즈토 （마시바 유타로의 아빠） - 하세가와 키미히코(長谷川公彦)（제7화에 출현）
- 마시마 미사코（마시바 유타로의 엄마・마시바의 전 처） - 쿠노 마키코(クノ真季子)（제7화에 출현)
- 마시바 린（유타로의 여동생・9년 전 사망） - 타마타 시마(田畑志真)（제7화에 출현)
- 세키（미나미 데이터서비스） - 무라모토 아키히사(村本明久)
- 하스미（미나미 데이터 서비스 사원） - 데아이 마사유키(出合正幸)
- 나가토 테츠로（나카무라의 측근） - 시게마츠 타카시(重松隆志)
- 나카무라의 운전사 - 아마다 레키(天田暦)
- 하타다 아키라（미나미 데이터 서비스） - 누카가와 히로카즈(額川大和)
- 경찰관 - 이토 히로시(伊藤浩志)

## 회차별 정보
| 회차  | 방영일   | 제목 | 각본가            | 감독              |
| ----- | -------- | --- | ----------------- | ----------------- |
| 제1화 | 7월 27일 | 당신이 죽은 후, 보여지고 싶지 않은 데이터를 은밀하게 삭제하겠습니다.(あなたの死後、見られたくないデータ内密に削除致します)              | 혼다 타카요시     | 츠네히로 죠타     |
| 제2화 | 8월 3일  | 죽어도 지우지 말아줘. 다잉 메시지의 진상과 그녀의 비밀(死んでも消さないで ダイイングメッセージの真相と彼女の秘密)                       | 와타나베 유스케   | 츠네히로 죠타     |
| 제3화 | 8월 10일 | 장미가 연결한 미해결 사건... 28년간 도망쳐온 남자와 계속 지켜보아진(의역) 여자(バラがつなぐ未解決事件…28年逃げ続けた男と見続けられた女) | 타케시 아오시마   | 타키모토 토모유키 |
| 제4화 | 8월 17일 | 망가진 그림이 맺어 준 25년 전의 실종 사건! 초능력 소년이 숨긴 진실(遺された絵が紐解く25年前の失踪事件！超能力少年が隠す真実)            | 타키모토 토모유키 | 타키모토 토모유키 |
| 제5화 | 8월 24일 | 약혼자이 다른 얼굴... 의식불명의 의뢰자가 숨기는 비밀과 2명의 과거(婚約者は別の顔…意識不明の依頼者が隠す秘密と２人の過去)               | 혼다 타카요시     | 츠네히로 죠타     |
| 제6화 | 8월 31일 | 설원에 파묻힌 미소녀의 시체~삭제된 비밀일기(雪原に埋まる美少女の死体～消去された秘密の日記)                                             | 카네시로 카즈키   | 츠네히로 죠타     |
| 제7화 | 9월 7일  | 사형수의 고백~범인은 그 거리에 있다~미궁뿐인 무차별 살인(死刑囚の告白～犯人はあの街にいる～迷宮入りする無差別殺人)                      | 토쿠나가 토미히코 | 츠네히로 죠타     |
| 제8화 | 9월 14일 | 2명의 비밀과 최후의 일거리~기록은 지워도 기억은 지울 수 없어.(２人の秘密と最後の仕事～記録は消せても記憶は消せない)                     | 혼다 타카요시     | 츠네히로 죠타     |

## 촬영지
Dele는 스토리 진행상 의뢰인의 스토리를 중심으로 다루기 때문에 야외 촬영이 대부분이었다. 많은 촬영지가 주로 주부지방, 칸토 지방에 밀접해 있다.

### 공통 촬영지
- “dele.LIFE”사무실 빌딩

-사카가미 법률 사무소와 주인공들이 일하는 “dele.LIFE”가 있는 사카가미 빌딩의 외관으로 등장, 촬영된 장소는 바로 “삼성 본사 빌딩(三星本社ビル)”이다.
주소: 東京都中央区日本橋人形町2丁目14-9
- 마츠시마 신사

-사카가미 빌딩에 들어가기 전에 유타로가 손뼉합장을 하던 곳. 실제로 사카가미 빌딩의 촬영지인 삼성 본사 빌딩의 맞은편에 위치하고 있다.
주소:東京都中央区日本橋人形町2-15-2

### 제1화 속 촬영지
- 경찰에게 쫓기는 유타로의 첫 등장장면

-1화에서 유타로가 아이를 납치하여 경찰에게 쫓기는 장면의 촬영지는 바로 히가시 나리타 역이다. 나리타 공항 바로 옆에 있는 역으로 치바현 나리타시에 위치한다.
주소:千葉県成田市古込字込前124
- 카타야마를 만나 이야기를 나누는 카페

-도쿄 하라주쿠에 위치한 에코 팜 카페681이다. 의뢰인의 죽음에 살해 의혹을 가진 두 주인공들이 그에 대해 알아보기 위해 카타야마를 만나는 장면이다.
주소:東京都渋谷区 神宮前6-32-10 ピアザアネックス1F
- 데이터를 훔치러 간 유타로, 카페에서 지시하는 사카가미

-죠난 서에 데이터를 훔치러 간 유타로, 사카가미는 그전에 숨겨놨던 몰래카메라와 컴퓨터를 통해 지시를 내린다. 이 때 사카가미가 있던 카페가 바로 ‘LARGO SENGAWA’라는 카페다. 내추럴하게 노출된 듯 한 벽면, 천장의 느낌이 특징적이다. 심플하면서도 조금 빈티지하다. 게이오선 센가와 역에서 도보 3~5분 거리에 위치하고 있다.
주소:東京都調布市仙川町１-25-2-106
- 죠난 경찰서

-사건의 전말이 얽혀있었던 죠난 경찰서. 이 경찰서로 보여졌던 곳은 사실 치바현 나가레야마시에 있는 나가레야마 시청이다.
주소: 千葉県流山市平和台1丁目
- 사카가미의 휠체어 계단 액션장면

-사카가미가 마키노의 팔을 비틀어 게단 아래로 쳐버리는 장면이 촬영된 곳은 도쿄도 쵸후시에 위치한 쵸후 시청이다.
주소: 東京都調布市小島町2丁目

### 제2화 속 촬영지
- 걸즈 바 “GAFF”

-지하철 카사이 역 남쪽 출구에서 도보 5분 거리에 있는 다트“B-FLATT”에서 촬영했다. 드라마에서는 핑크빛 네온 조명이나 뒤에 정렬된 병들 사이사이 아기자기한 조명 소품등이 있어 걸즈 바의 분위기를 살렸지만 원래는 그렇지 않다.
주소:東京都江戸川区中葛西5-32-2

### 제3화 속 촬영지
- 미나토 사진관<외부>

-의뢰인이 운영했던 사진관. 실제 촬영 장소도 사진관이었다. 토치기현 아시카가시에 위치한 마츠무라 사진관이다.
주소:栃木県足利市大門通2371
- 갈매기 이발소

-이곳도 같은 화에서 나왔던 사진관과 마찬가지로 실제 이발소이다. 이바라키현 이시오카시에 위치한 히라 이발소로 1900년대 초반에 지어진 듯 한 건물이다.
주소:茨城県石岡市府中2-7-20
- 코우지마치니시 공원

-유타로가 의뢰인의 의뢰내용대로 장미 5송이와 데이터를 전달하는 장면을 촬영한 촬영지. 도쿄 시바우라에 위치한 이곳의 이름은 시바우라 스퀘어이다. 넓은 지형과 조형물들과 주변의 건물들과 어우러지는 모습이 자연적 공원보다는 모던한 느낌의 공원이다.
주소: 東京都港区芝浦4-9-25

### 제4화 속 촬영지
- 쓸쓸한 초능력 소년의 장례식장

-의뢰인의 장례식이 이루어진 곳이다. 실제 사이타마현 고시가야시에 위치한 코시가야 장례식장으로 드라마 속에서 주인공들과 의뢰인의 고모가 이야기 나누던 장면에서 보인 긴 복도가 특징적이다. 완전히 벽으로 둘러싸인 복도가 아니라 한 쪽 벽면은 오픈되어 있어서 드라마에서는 차분하면서도 어둡지 않은, 하지만 조금은 쓸쓸한 분위기를 연출했다.
주소: 埼玉県越谷市大字増林3989-1
- 우치보소 패밀리 수족관

-키사라즈항 근처에 키사라즈 클린 센터를 촬영했다. 작 중에서는 수족관이었지만 사실 그 건물은 클린 센터였다. 드라마에서 보이는 입구 쪽 벽면의 대부분이 유리로 되어있는 것이 특징이다.
주소: 千葉県木更津市潮浜3-1
- 비밀이 숨어있는 캠핑장

-제 4화 이야기 속 비밀이 숨어있던 캠핑장. 실제 촬영지는 시즈오카현 텐바시에 있는 나가타 산장 캠프장이다. 넓은 들판과 나무 오두막, 그네가 특징적이다. 드라마에서는 안개 낀 날씨와 산 속 캠프장의 분위기를 통해 음산하면서도 신비로운, 비밀스러운 분위기를 연출했다.
주소: 静岡県御殿場市板妻511

### 제5화 속 촬영지
- 아다치구립 키타세 초등학교

-도쿄도 아키시마시에 있는 구 아키시마 시립 제4 초등학교이다. 실제로는 이미 폐교되었었다.
주소: 東京都昭島市拝島町5-6-30
- 사카가미와 아키나의 만남 장소

-과거 연인이였던 사카가미와 아키나의 만남 장소. 호수가 보이는 카페이기에 풍경이 좋다. ‘노트르담 요코하마 미나토 미라이’라는 카페로 카나가와현 요코하마시에 위치한 기타나카도리키타 제2 공원 인근이다.
주소: 神奈川県横浜市中区北仲通6-101
- 요코하마 야마시타 공원

-사카가미와 아키나의 산책 장소이다. 관광&데이트, 촬영 장소로 유명한 공원이다. 바닷가 공원으로 바다에 정박해있는 거대한 배 구조물이 특징적이다.
주소: 神奈川県横浜市中区山下町279
- 쇼가 자주 있는 술집

-5화 시작때 의뢰인과 쇼가 있던 술집. 이후 의뢰인에 대해 묻는 유타로가 찾아와 쇼와 이야기를 나누는 장소이다. 실제 촬영 장소는 사이타마시 우라와구에 있는 ‘British Pub Aaron’이란 곳이다. 이름부터에서 알 수 있든 영국테마의 술집이다. 기존 이 가게는 은은한 조명과 인테리어가 아늑한 분위기를 가지지만 드라마에서는 푸른 조명 등을 써 좀 더 팝하고 빈티지한 느낌이 많이 난다.
주소: 埼玉県さいたま市浦和区仲町1-9-14

### 제6화 속 촬영지
- 흰 눈에 파묻힌 소녀

-소녀가 죽음을 찾아 간 곳이자 6화의 시작장면의 속 장소. 드라마에서는 나가노의 별장지라는 설정이었지만 실제로는 니가타현 우오누마시의 타다 산장 부근의 숲이다. 드라마 속 하얀 눈밭이 드라마틱한 연출을 했다.
주소: 新潟県魚沼市下折立
- 양식점 비스트로 프르「Bistro ・ Premier」

-JR국립역 북쪽 출구 가까이에 위치한 ‘비스트로 프르’다. 드라마 속 이름과 실제 가게 이름이 같다. 실제 양식점이다.
주소: 東京都国立市北1-2-16

## 수상
- 더 텔레비젼 드라마 아카데미 어워드 수상

-제98회 더 텔레비젼 드라마 아카데미 상 감독상 (타키모토 토모유키,츠네히로 죠타): "다른 작품에 없는 멋진 세계관 연출","사무실 지하 공간과 현실 사회의 대비 표현"
- 갤럭시 상 수상

-2018년 9월 월간 상: "디지털 유품이라는 소재의 신선함","'지우고 싶은 것들'에 깃든 휴머니즘 드라마가 격이 다른 재미","영화적 연출과 음악도 훌륭"
-제56회 TV부문 우수상: "마치 단편 영화같은"
-제56회 TV부문 개인 상: 스다 마사키(금요 나이트 드라마 "dele(TV아사히)"의 마시바 유타로, "3학년 A반, 지금부터 여러분은 인질입니다.(니혼 TV)"의 히이라기 이부키)
- 컨피던스 어워드 드라마 수상

-제13회 남우주연상(야마다 타카유키, 스다 마사키) : 이론파의 사령탑 같은 "정(고요할 静)"의 캐릭터와 사교적이고 능청맞음을 무기로 현장에서 일하는 "동(움직일 動)"의 상반된 두 캐릭터의 충돌과 협력을 통해 서로 성장해나가는 시너지 효과를 보여주었다.
-연간 대상 2018 남우주연상(야마다 타카유키, 스다 마사키)
- 하시다 상 수상

-제27회 하시다 상 개인 부문(스다마사키): 한 해동안 '토도메의 키스(니혼 TV)','dele(TV아사히)' 등의 재기 넘치는 연기를 선보여 많은 시청자들의 지지를 얻음.